# Carl Soop
Carl Soop af Limingo, född 16 december 1621 i Nyköping, död 1 maj 1655 i Stockholm, var en svensk hovfunktionär och riksråd.

## Biografi
Carl Soop af Limingo föddes 1621 i Nyköping. Han var son till lagmannen Mattias Soop af Limingo och friherrinnan Anna Gyllenstierna. Soop blev 4 februari 1636 student vid Uppsala universitet och 1645 kammarherre hos drottning Kristina. Han blev 1646 marskalk på greve Magnus Gabriel De la Gardies ambassad i Frankrike och blev 1647 häradshövding i Kexholms län. Soop blev i juni 1647 legat till Paris och i januari 1651 överkammarherre. Han blev 25 september 1652 livgedingsguvernör och marskalk hos änkedrottningen Maria Eleonora och 28 februari 1654 riksråd och kammarråd. Soop avled 1655 i Stockholm och begravdes 28 februari 1655 i kung Karl X Gustav och andra furstliga och förnäma personer övervaro i Riddarholmskyrkan.
Soop gjorde i yngre åren en vidsträckt utrikesresa ända till Rom och Venedig, samt beledsagade drottning Kristina till Hamburg, då hon i juni månad reste ur Sverige.

### Egendom
Soop ägde gården Limingo i Limingo socken i Österbotten, Nygård i Lofta socken och Stora Staby.

### Familj
Soop gifte sig 2 februari 1652 på Göksholm i Stora Mellösa socken med sin styvmoders kusins dotter friherrinnan Beata Åkesdotter (Natt och Dag), dotter av riksrådet och riksmarskalken Åke Axelsson (Natt och Dag) och Esa Oxenstierna. De fick tillsammans barnen Maria Eleonora Soop (1653–1673) och Charlotta Soop (1655–1704) som var gift med kammarherren friherre Lars Sparre (1649-1704). Efter Carl Soops död gifte Beata Åkesdotter om sig med riksrådet och presidenten Gustaf Sparre.